# Ahmadly (metropolitana di Baku)
Ahmadly è una stazione della Linea 1 della Metropolitana di Baku.
È stata inaugurata il 28 aprile 1989 e ne era uno dei capolinea sino al 2002.